# José Joaquín Izquierdo
José Joaquín Izquierdo Raudón (Puebla de Zaragoza, Puebla, 8 de mayo de 1893 - Ciudad de México, 16 de enero de 1974) fue un médico, historiador, investigador, catedrático  y académico mexicano.  Se especializó en Fisiología, publicó diversas obras sobre esta materia y sobre la historia de la ciencia en México.

## Médico e investigador
Fue hijo de Joaquín Pelayo Izquierdo y de María Raudón. Cursó la licenciatura en la Facultad de Medicina del Colegio del Estado de Puebla.  En 1915 atendió a víctimas de una epidemia de tifus en un ingenio azucarero al sur de Tehuacán. El 8 de enero de 1917, obtuvo su título de médico con la tesis Investigaciones sobre el paludismo en Puebla. Inició su carrera profesional como jefe de trabajos en la Escuela de Medicina y como profesor en la Escuela Médico Militar. Fue director de la Escuela Nacional de Ciegos en 1918.
En 1922, fue comisionado por el Institituto de Higiene para viajar a los Estados Unidos y estudiar temas relativos a la vacunación, de esta manera, tuvo contacto con fisiólogos de las universidades de Harvard, Cornell, Columbia, Johns Hopkins, y Pennsylvania. De esta forma se interesó en desarrollar la investigación de este campo en México. En 1927 obtuvo una beca de la Fundación Rockefeller, la cual le permitió trabajar en el Departamento de Fisiología de la Facultad de Medicina de Harvard, en el Laboratorio de Fisiología de la Universidad de Cambridge, en el Laboratorio de Biología Marina de la Universidad de Plymouth y en el Departamento de Fisiología de la Universidad de Colonia.
Regresó a México en 1930, se incorporó nuevamente a la Escuela Médico Militar, a la Escuela de Medicina y a la Escuela Nacional de Ciencias Biológicas del Instituto Politécnico Nacional. A partir de entonces, pugnó por impulsar el desarrollo de la fisiología experimental proponiendo planes de enseñanza e investigación, organizando los laboratorios de las escuelas y publicando resultados de sus análisis. Hacia finales de la década de 1950 ya existían laboratorios de fisiología en diversos institutos e instituciones médicas.

## Historiador y académico
Su producción bibliográfica no solamente se centró en los estudios y análisis sobre la Fisiología, sino también en la historia de la ciencia mexicana desde una perspectiva en la que consideró el factor social, así como las ideas y tendencias del desarrollo científico.
Fue nombrado miembro de la American Phisyological Society en 1928. Fue miembro de la Academia Nacional de Medicina por casi cincuenta años, de la Sociedad Mexicana de Biología e Historia Natural.
Fue nombrado miembro de número de la Academia Mexicana de la Historia en 1959, en la cual ocupó el sillón N° 8. Fue miembro honorario de la Sociedad Italiana de Historia de la Ciencia Médica y Natural, y de la American Association for the History of Medicine. Fue, además, miembro de la Academia de Genealogía y Heráldica.

## Premios y distinciones
- Condecoración del Mérito Militar de 2a. clase por la Secretaría de la Defensa Nacional de México.
- Medalla de la Asociación de Cirujanos de los Estados Unidos.
- Orden de Lafayette.
- Medalla al Mérito Docente por el presidente de México en 1952.
- Medalla "Maestro Altamirano".
- Profesor Emérito en Fisiología por la Facultad de Medicina de la Universidad Nacional Autónoma de México en 1964.

## Obras publicadas
- La ceguera en la República mexicana: su repartición, su frecuencia y sus causas, en 1919.
- Curso de fisiología de laboratorio, coautor en 1929.
- Análisis experimental de los fenómenos fisiológicos fundamentales, en 1939.
- Balance cuatricentenario de la fisiología en México, en 1934.
- Harvey, iniciador del método experimental, en 1936.
- Claudio Bernard, creador de la medicina científica, en 1942.
- Con la primera brigada de caballería del Ejército del Norte en 1847: capítulo para la biografía militar de un veterano del antiguo ejército nacional, en 1945.
- Cuatro años en Durango luchando sin recursos contra los bárbaros (1848-1852): capítulo para la biografía de un veterano del antiguo ejército nacional, en 1945.
- Nuevas rutas para la especialización científica en México, en 1947.
- El problema de los indios bárbaros a la terminación de la guerra con los Estados Unidos: Durango cuando Santa Anna caía y triunfaba el Plan de Ayutla; dos capítulos para la biografía de un veterano del antiguo ejército nacional, en 1948.
- Un veterano del ejército permanente, en 1951.
- Montaña y los orígenes del movimiento social y científico de México, en 1955.
- El hipocratismo en México, en 1955.
- La primera casa de las ciencias en México: el Real Seminario de Minería (1792-1811), en 1958.
- Desde un alto en el camino: visión y examen retrospectivos, en 1966.